# Copa Saporta 2001-02
La Copa Saporta 2001-2002, conocida anteriormente como Recopa de Europa de Baloncesto fue la trigésimo sexta y última edición de esta competición organizada por la FIBA que reunía a los campeones de las ediciones de copa de los países europeos, además de los mejores clasificados de las mejores ligas del continente. Tomaron parte 24 equipos. Se proclamó campeón el equipo italiano del Montepaschi Siena, que lograba su primer título, derrotando en la final a los españoles del Pamesa Valencia, en un partido disputado en el Palais des Sports de Gerland de Lyon.

## Primera ronda
|  | Clasificados para semifinales |
|  | Eliminados                    |

|    | Equipo           | PJ | G | P | PF  | PC  | Pts |
| -- | ---------------- | -- | - | - | --- | --- | --- |
| 1. | Pamesa Valencia  | 10 | 7 | 3 | 806 | 735 | 17  |
| 2. | Snaidero Udine   | 10 | 7 | 3 | 790 | 756 | 17  |
| 3. | Türk Telekom     | 10 | 6 | 4 | 852 | 818 | 16  |
| 4. | Strasbourg       | 10 | 6 | 4 | 852 | 818 | 16  |
| 5. | Portugal Telecom | 10 | 2 | 8 | 852 | 889 | 12  |
| 6. | Lugano Snakes    | 10 | 2 | 8 | 802 | 946 | 12  |

|    | Equipo             | PJ | G | P | PF  | PC  | Pts |
| -- | ------------------ | -- | - | - | --- | --- | --- |
| 1. | Montepaschi Siena  | 10 | 7 | 3 | 851 | 760 | 17  |
| 2. | Panionios          | 10 | 6 | 4 | 876 | 847 | 16  |
| 3. | Hapoel Jerusalem   | 10 | 6 | 4 | 785 | 755 | 16  |
| 4. | Adecco Estudiantes | 10 | 6 | 4 | 883 | 848 | 16  |
| 5. | Le Mans*           | 10 | 4 | 6 | 743 | 807 | 13  |
| 6. | Darüşşafaka        | 10 | 1 | 9 | 758 | 879 | 11  |

|    | Equipo                     | PJ | G | P  | PF  | PC  | Pts |
| -- | -------------------------- | -- | - | -- | --- | --- | --- |
| 1. | Lietuvos Rytas             | 10 | 9 | 1  | 912 | 746 | 19  |
| 2. | Telekom Bonn               | 10 | 7 | 3  | 854 | 804 | 17  |
| 3. | UNICS                      | 10 | 7 | 3  | 876 | 743 | 17  |
| 4. | Anwil Włocławek            | 10 | 5 | 5  | 791 | 793 | 15  |
| 5. | Ricoh Astronauts           | 10 | 2 | 8  | 710 | 784 | 12  |
| 6. | Arkadia Traiskirchen Lions | 10 | 0 | 10 | 686 | 959 | 10  |

|    | Equipo               | PJ | G | P  | PF  | PC  | Pts |
| -- | -------------------- | -- | - | -- | --- | --- | --- |
| 1. | Slovakofarma Pezinok | 10 | 8 | 2  | 827 | 736 | 18  |
| 2. | Iraklis              | 10 | 7 | 3  | 815 | 707 | 17  |
| 3. | FMP                  | 10 | 7 | 3  | 818 | 770 | 17  |
| 4. | Split CO             | 10 | 5 | 5  | 863 | 873 | 15  |
| 5. | Igokea               | 10 | 3 | 7  | 768 | 827 | 13  |
| 6. | Keravnos Keo         | 10 | 0 | 10 | 696 | 874 | 10  |

## Octavos de final
| Equipo 1           | Agr.    | Equipo 2             | Ida    | Vuelta |
| ------------------ | ------- | -------------------- | ------ | ------ |
| Adecco Estudiantes | 145–169 | Pamesa Valencia      | 77–80  | 68–89  |
| Hapoel Jerusalem   | 158–152 | Snaidero Udine       | 71–74  | 87–78  |
| Türk Telekom       | 143–145 | Panionios            | 80–74  | 63–71  |
| Strasbourg         | 144–152 | Montepaschi Siena    | 78–78  | 66–74  |
| Split CO           | 137–184 | Lietuvos Rytas       | 67–100 | 70–84  |
| FMP                | 172–174 | Telekom Bonn         | 88–91  | 84–83  |
| UNICS              | 167–163 | Iraklis              | 91–79  | 76–84  |
| Anwil Włocławek    | 163–152 | Slovakofarma Pezinok | 95–78  | 68–74  |

## Cuartos de final
| Equipo 1         | Agr.    | Equipo 2          | Ida   | Vuelta |
| ---------------- | ------- | ----------------- | ----- | ------ |
| Telekom Bonn     | 156–176 | Pamesa Valencia   | 88–92 | 68–84  |
| UNICS            | 131–138 | Montepaschi Siena | 73–70 | 58–68  |
| Hapoel Jerusalem | 163–155 | Lietuvos Rytas    | 88–90 | 75–65  |
| Panionios        | 142–149 | Anwil Włocławek   | 83–74 | 59–75  |

## Semifinales
| Equipo 1          | Agr.    | Equipo 2         | Ida   | Vuelta |
| ----------------- | ------- | ---------------- | ----- | ------ |
| Pamesa Valencia   | 135–118 | Anwil Włocławek  | 77–65 | 58–53  |
| Montepaschi Siena | 192–140 | Hapoel Jerusalem | 98–69 | 94–71  |

## Final
30 de abril, Palais des Sports de Gerland, Lyon
| Equipo 1        | Resultado | Equipo 2          |
| --------------- | --------- | ----------------- |
| Pamesa Valencia | 71–81     | Montepaschi Siena |

| 30 de abril de 2002 | Pamesa Valencia                                                              | 71–81        | Montepaschi Siena                                                    | |  |
|                     | Marcador por tiempos: 31-36, 40-45                                           |              |                                                                      | |  |
|                     | Estadísticas Bernard Hopkins, 20 Bernard Hopkins, 10 José Antonio Paraíso, 5 | Pts Reb Asts | Estadísticas Petar Naumoski, 23 Roberto Chiacig, 11 Brian Tolvert, 7 | Pabellón: Palais des Sports de Gerland, Lyon Asistencia: 6.200 espectadores Árbitros: Lazaros Voreaidis (GRE), Virjinijus Dovidavicius (LIT) |  |

| Campeón de la Copa Saporta 2001–02 |
| ---------------------------------- |
| Montepaschi Siena 1.er título      |